# Фінал кубка Англії з футболу 1986
Фінал кубка Англії з футболу 1986 — 105-й фінал найстарішого футбольного кубка у світі. Матч був Мерсісайдським дербі, тобто його учасниками були ліверпульські команди «Ліверпуль» та «Евертон». Гра завершилася з рахунком 3:1 на користь «Ліверпуля», який таким чином зробив «золотий дубль», оскільки сімома днями раніше здобув й чемпіонський титул сезону. Примітно, що й у чемпіонаті основними конкурентами майбутнього чемпіона були земляки з «Евертона», які фінишували на другому місці, поступившись «Ліверпулю» лише двома очками.

## Шлях до фіналу
| «Ліверпуль»   | «Ліверпуль» | «Ліверпуль»                             | Раунд           | «Евертон»           | «Евертон» | «Евертон»                               |
| ------------- | ----------- | --------------------------------------- | --------------- | ------------------- | --------- | --------------------------------------- |
| Суперник      | Результат   | Матчі                                   |                 | Суперник            | Результат | Матчі                                   |
| «Норвіч Сіті» | 5-0         | 5-0 вдома                               | Третій раунд    | «Ексетер Сіті»      | 1-0       | 1-0 вдома                               |
| «Челсі»       | 2–1         | 2–1 на виїзді                           | Четвертий раунд | «Блекберн Роверз»   | 3–1       | 3–1 вдома                               |
| «Йорк Сіті»   | 4–2         | 1-1 на виїзді, 3—1 вдома (перегравання) | П'ятий раунд    | «Тоттенгем Готспур» | 2–1       | 2–1 на виїзді                           |
| «Вотфорд»     | 2–1         | 0-0 на виїзді, 2-1 вдома (перегравання) | Шостий раунд    | «Лутон Таун»        | 3–2       | 2–2 на виїзді, 1—0 вдома (перегравання) |
| «Саутгемптон» | 2–0         | 2–0 на нейтральному полі                | 1/2 фіналу      | «Шеффілд Венсдей»   | 2–1       | 2–1 на нейтральному полі                |

## Матч
| 10 травня 1986 15:00 BST |

| «Ліверпуль»               | 3–1      | «Евертон»   |
| ------------------------- | -------- | ----------- |
| Раш 56', 83' Джонстон 62' | Протокол | Лінекер 27' |

| Вемблі, Лондон Глядачів: 98 000 Арбітр: Алан Робінсон |

| «Ліверпуль» | «Евертон» |

|                 |    |                  |  |
|                 |    |                  |  |
| ВР              | 1  | Брюс Гроббелар   |  |
| ЦЗ              | 2  | Марк Лоуренсон   |  |
| ЛЗ              | 3  | Джим Беглін      |  |
| ПЗ              | 4  | Стів Нікол       |  |
| ЛПЗ             | 5  | Ронні Велан      |  |
| ЦЗ              | 6  | Алан Гансен (к)  |  |
| SS              | 7  | Кенні Далгліш    |  |
| ППЗ             | 8  | Крейг Джонстон   |  |
| НП              | 9  | Іан Раш          |  |
| ЦПЗ             | 10 | Ян Мельбю        |  |
| ЦПЗ             | 11 | Кевін Макдональд |  |
| Запасні:        |    |                  |  |
| ПЗ              | 12 | Стів Макмахон    |  |
| Граючий тренер: |    |                  |  |
| Кенні Далгліш   |    |                  |  |

|                  |    |                    |  |     |
|                  |    |                    |  |     |
| ВР               | 1  | Боббі Міммс        |  |     |
| ПЗ               | 2  | Гері Стівенс       |  | 72' |
| ЛЗ               | 3  | Пет ван ден Гау    |  |     |
| ЦЗ               | 4  | Кевін Реткліфф (к) |  |     |
| ЦЗ               | 5  | Дерек Маунтфілд    |  |     |
| ЦПЗ              | 6  | Пітер Рід          |  |     |
| ППЗ              | 7  | Тревор Стівен      |  |     |
| НП               | 8  | Гарі Лінекер       |  |     |
| НП               | 9  | Грем Шарп          |  |     |
| ЦПЗ              | 10 | Пол Брейсвелл      |  |     |
| ЛПЗ              | 11 | Кевін Шиді         |  |     |
| Запасні:         |    |                    |  |     |
| НП               | 12 | Адріан Гет         |  | 72' |
| Головний тренер: |    |                    |  |     |
| Говард Кендалл   |    |                    |  |     |